# Fate of Alakada
Fate of Alakada: The Party Planner también conocida como Fate of Alakada, es una película nigeriana de comedia y acción de 2020 escrita por Moshood Yakubu Olawale y Ozioma Ogbaji, y dirigida por Kayode Kasum. Está protagonizada por Toyin Abraham, Mercy Eke y Broda Shaggi. Es la quinta película de la franquicia Alakada y secuela de Alakada Reloaded (2017). La película se burla de la falsedad de las redes sociales y de la cultura pop actual de Nigeria. Se estrenó en cines el 1 de octubre de 2020 coincidiendo con la Independencia de Nigeria y obtuvo críticas positivas. Se convirtió en un éxito de taquilla y llegó a ser la película nigeriana más taquillera del año.

## Sinopsis
Yetunde (Toyin Abraham) es una joven nigeriana con complejo de inferioridad al provenir de una familia pobre. Ella pública historias sobre su situación económica y social y finge ser una planificadora de eventos a través de las redes sociales para encajar con otras personas.

## Elenco
- Toyin Abraham como Yetunde
- Broda Shaggi como Kas
- Mercy Eke como ella misma
- MC Lively
- Stephanie Coker
- Mabel Makun como ella misma
- Odunlade Adekola
- Timini Egbuson como Ochuko
- Toyin Lawani
- Davido
- Peruzzi

## Producción
La productora y actriz Toyin Abraham anunció la realización de una secuela de Alakada Reloaded (2017) en  Instagram el 28 de noviembre de 2019. El rodaje de la película comenzó el 16 de diciembre del mismo año.
La presentadora Stephanie Coker, la ganadora de la cuarta temporada de Big Brother Naija, Mercy Eke, y el diseñador de moda Toyin Lawani debutaron en la película. La influencer Broda Shaggi también se unió al elenco. El primer póster se presentó en febrero de 2020.

## Lanzamiento
Inicialmente, se esperaba su estreno en cines el 10 de abril de 2020, pero se pospuso hasta el 1 de octubre debido a la pandemia. Se estrenó con una capacidad limitada en Lagos con solo el 33% permitido y el 50% en otros estados por parte del Gobierno de Nigeria.
Se estrenó en el catálogo de la plataforma Netflix el 5 de marzo de 2021.

## Taquilla
La película recaudó más de ₦ 28 millones en cuatro días a pesar de la capacidad restringida por COVID-19. En los primeros nueve días la cifra recaudada fue de 17.396.200 de nairas, con más de ₦ 30 millones en su primer fin de semana. Los críticos lo describieron como una gran hazaña considerando las circunstancias por el COVID-19, siendo una de las pocas películas nigerianas que recaudó ₦ 20 millones en el primer fin de semana. También se convirtió en la película nigeriana más taquillera en un fin de semana de estreno posterior a la cuarentena.

## Controversia
Toyin Abraham, protagonista de la película, fue severamente criticada por promocionarla a través de Twitter en octubre de 2020 en medio de las protestas nacionales de End SARS. También fue criticada por no participar en el movimiento y solo continuar promocionando su película.